# Симинский, Константин Константинович
Константи́н Константи́нович Сими́нский (5 марта 1879 — 13 июня 1932) — украинский советский учёный-механик, работавший в области строительной механики. Действительный член Академии наук Украинской ССР (1925).

## Биография
- B 1907 году oкончил Киевский политехнический институт.
- C 1914 года — профессор Киевского политехнического института.
- В 1931—1932 гг. — преподавал на Авиационном факультете Киевского машиностроительного института.
- С 1921 год по 1932 год — директор Института строительной механики Академии наук Украинской ССР.

## Научная деятельность
Работы посвящены новым типам деревянных пространственных конструкций, прочности и устойчивости металлических стержней и пр. Впервые исследовал вопросы конструирования пространственных ферм мостов.

### Ученики
Среди учеников, ставших известными, был арх. И. Каракис, Подчасов Павел Гаврилович — начальник Киевского института гражданского воздушного флота (1947—1953)

### Публикации
- Строительная механика. Неразрезные балки. — Киев, 1930.
- Строительная механика. Системы с лишними неизвестными. — Киев, 1927.
- К образованию пространственных ферм для мостов // Изв. Киевского политехн. ин-та. Отдел инженерно-мех., 1914, кн. 3.
- Об усталости дерева при повторной нагрузке // Вестник инженера, 1927, № 4, 5.
- Курс статики сооружений. 3-е изд. — Киев, 1930.
- Просторовi ферми. 2-е вид. — Kиïв, 1934 (посмертно).